# Antonio Fais
Antonio Fais (Ploaghe, 25 aprile 1841 – Sassari, 20 aprile 1925) è stato un matematico e ingegnere italiano.

## Biografia
Fu allievo del Convitto nazionale "Canopoleno" e prima delle Scuole Pie di Sassari; rettore dell'Università di Cagliari dal 1897 al 1898.
Antonio Fais è stato un matematico italiano e un ingegnere ferroviario.
In qualità di ingegnere ha lavorato per le Regie Ferrovie Sarde per sviluppare la linea ferroviaria di Oristano.
Si laureò in ingegneria a Torino nel 1864 e nel 1865 divenne professore di calcolo e analisi algebrica all'Università di Cagliari.
Si spostò all'Università di Bologna nel 1876, dove ha insegnato calcolo infinitesimale e algebra, e statica grafica, ma nell'80 tornò a Cagliari insegnando per un breve periodo anche nelle scuole medie.
Divenne preside della facoltà di Scienze di Cagliari e nel 1897/98 rettore.
La sua attività di ricerca era lo studio di geometria differenziale di curve e superfici e le equazioni differenziali, pubblicando numerosi articoli.

## Lavori
- Intorno ai combustibili Industriali, Tesi di Laurea, Torino, 1864.
- Le Ferrovie Sarde, Cagliari, 1866.
- Trattato di Trigonometria Rettilinea – Torino, 1868.
- Note intorno ad alcune questioni di Matematica – Cagliari, 1871.
- Nota intorno ad alcune formule che si deducono da quelle di Taylor, Giornale di Matematiche di *Battaglini – Napoli – Vol. XII, – 1874.
- Nota sulla ricerca dell'equazione dell'inviluppo di una serie di curve piane, Giornale di Matematiche, Napoli, Vol. XII, – 1874.
- Nota sopra una forma compendiata delle equazioni differenziali, Giornale di Metamatiche, Vol. XII, 1874.
- Nota intorno alle derivate di ordine superiore delle funzioni di funzione, Giornale di Matematiche, Napoli, Vol. XIII, 1875.
- Nota intorno all'integrazione delle equazioni differenziali totali di 10 ordine e grado, Giornale di Matematiche, Napoli, Vol. XIII, 1875.
- Memoria intorno ad alcune formule e proprietà delle curve gobbe, Giornale di Matematiche, Napoli, Vol. XIV, 1876.
- Note intorno ad alcune formule relative al cambiamento delle variabili indipendenti, Rend. Acc. delle Scienze dell'Istituto di Bologna, marzo 1877.
- Nota intorno ad alcune proprietà delle rette coniugate. Memorie dell'Acc. delle Scienze dell'Istituto di Bologna, serie 3a, Tomo VII, 1877.
- Memorie intorno alle curve gobbe aventi le stesse normali principali, Memorie dell'Acc. delle Scienze dell'Istituto di Bologna, serie 3a, Tomo VIII, 1878.
- Nota intorno all'eliminazione delle funzioni arbitrarie, Memorie dell'Acc. delle Scienze dell'Istituto di Bologna, serie 3a, Tomo IX, 1879.
- Memoria intorno ad alcune proprietà delle curve gobbe aventi le stesse normali principali, Memorie dell'Acc. delle Scienze dell'Istituto di Bologna, serie 3a, Tomo IX, 1879.
- Memoria intorno alle principali proprietà delle traiettorie ortogonali delle generatrici delle superficie rigate, Mem. dell'Acc. delle Scienze,  serie 4a, Tomo I, 1880.
- La teoria dinamica del calore e le sue conseguenze circa lo stato presente ed avvenire dell'Universo, *Discorso inaugurale per l'A.A. 1881/82, Cagliari 1882.
- Memoria intorno all'integrazione delle equazioni alle derivate parziali del 10 ordine a 4 o più *variabili indipendenti, Mem. dell'Acc. delle Scienze,  serie 4a, Tomo II, Bologna, 1882.
- Nota intorno ad una classificazione delle superfici gobbe, Mem. dell'Acc. delle Scienze, 1883.
- Nota sopra alcuni casi d'integrazione delle equazioni differenziali totali ed 10 ordine e grado a tre variabili, Acc. delle Scienze, Bologna 1894.
- Nota intorno alla misura degli angoli piani e degli archi di circolo, Bollettini di Matematica, Bologna, 1912.
- L'ora dell'Europa centrale, Bollettino del Collegio degli Ingegneri ed Architetti della Sardegna, 1914.